# Taniche
Taniche es una población del estado mexicano de Oaxaca, que es además única localidad constituyente del municipio de Taniche, uno de los 570 municipios del estado, en el Distrito de Ejutla y la Región Valles Centrales.
Taniche tuvo su origen en una próspera hacienda cuyo nombre varía según las fuentes entre Taniche y Caniche y que fue fundada alrededor del año de 1770, en 1778 en dicha hacienda nació Manuel Sabino Crespo, sacerdote e insurgente héroe de la Independencia de México en honor de quien lleva su nombre la vecina ciudad de Ejutla de Crespo.
Se encuentra localizada en las coordenadas geográficas 16°33′57″N 96°45′11″O / 16.56583, -96.75306 y a una altitud de 1 426 metros sobre el nivel del mar, se encuentra prácticamente conurbada con la ciudad de Ejutla de Crespo y con San Miguel Ejutla, de acuerdo al Censo de Población y Vivienda de 2010 realizado por el Instituto Nacional de Estadística y Geografía tiene una población total de 746 habitantes, de los que 332 son hombres y 414 son mujeres.